# Silver Star (Japan)
Silver Star is een historisch merk van motorfietsen.
Silver Star Motor Mfg. Co., Tokio (1953-1958).
Japans merk dat lichte motorfietsen met 123- en 147cc-kopklepmotoren bouwde.
- Er was nog een merk met deze naam; zie David Citroen.